# Iglesia de San Julián (Arbós)
La iglesia de San Julián es un edificio religioso de la población de Arbós perteneciente a la comarca catalana del Bajo Panadés en la provincia de Tarragona. Es una iglesia de arquitectura barroca incluida en el Inventario del Patrimonio Arquitectónico de Cataluña y protegida como Bien Cultural de Interés Nacional.

## Historia
Las primeras noticias históricas de la iglesia datan del año 991, cuando en un documento del archivo de la catedral de Barcelona, que corresponde a la consagración de la iglesia de San Miguel de Olèrdola por obispo Vives de Barcelona, se reseñan todas las iglesias vecinas, mencionando también la de San Julián. Pero los restos más antiguos de la iglesia corresponden a finales del siglo XI o principios del siglo XII. Se cree que la iglesia románica fue construida en el periodo que va del 991 al 1136.
El 4 de noviembre de 1629 se decidió construir una nueva iglesia, ya que la antigua estaba muy deteriorada. La nueva iglesia se proyectó de norte a sur, o sea transversal a la antigua, por lo que fue derribada la mitad de la iglesia vieja de origen románica. Los trabajos de construcción se realizaron en turnos de prestación personal de todas las casas de la villa. La inauguración de la nueva iglesia se hizo el 18 de febrero de 1647. Una vez terminada, se emprendió la tarea de construcción del retablo del altar mayor y del órgano. El retablo tenía unos 7 metros de ancho por 15 de altura, y era de estilo barroco, de talla de madera y montado sobre mármol. La obra fue hecha por el escultor Domènec Rovira en 1681 y dorada en 1700 por F. Cervera. Con la guerra del 36 quedó en ruinas y se perdió el retablo barroco junto con otras cosas. Poco a poco se fue reconstruyendo bajo la dirección del arquitecto E. Pedro Cendoya.

### Capilla del Santísimo
La primera piedra fue colocada el 23 de enero de 1753 y fue inaugurada el 23 de enero de 1770. La capilla, al igual que la iglesia, fue quemada en la Guerra Civil. La capilla es de pequeñas dimensiones con planta de cruz y con una cúpula en el crucero. Se accede mediante una portada de arco de medio punto.

### Campanario

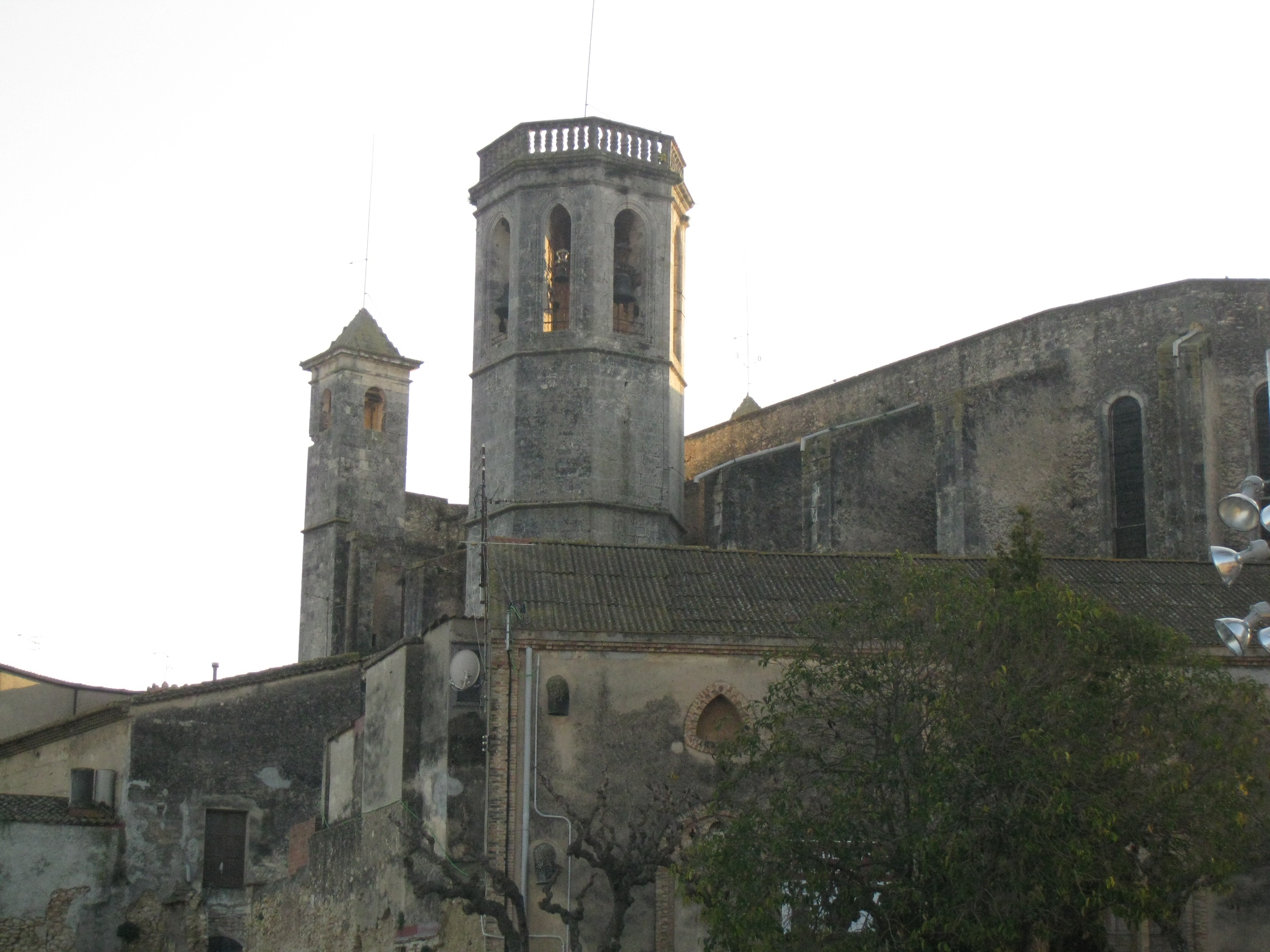
Vista de la iglesia y su campanario.

El campanario se construyó a la vez que el resto de la iglesia, en estilo románico. En 1622, antes de construir la iglesia actual y debido a las malas condiciones en que estaba la torre, los jurados de la villa resolvieron construir otro aprovechando la parte inferior del anterior, ya que fue la parte alta la más afectada por el terremoto del año 1428. La obra quedó terminada en abril de 1627 aunque en el escudo del nuevo campanario se encuentra la fecha de 1622.

### El estudio viejo
En la segunda mitad del siglo XVI se decidió construir una sacristía en la iglesia vieja, lo que se llevó a cabo el 1570 Encima fue edificada la primera escuela para muchachos de la villa de la que hay noticias. La escuela era de reducidas dimensiones y, al no poder ser ampliada, en 1865 se decidió construir una nueva con más amplitud de aulas y con vivienda para los maestros.

### El baldaquino
El actual baldaquino del altar mayor, es obra del arquitecto Cendoya. Su construcción se encargó a la «casa Marmor» de Barcelona. El presupuesto total ascendió a 61.702 pesetas. Su construcción comenzó el 21 de octubre de 1946, y fue lenta debido a la dificultad que suponía encontrar bloques de mármol de una sola pieza y de grandes dimensiones en las canteras de Macael (Almería). El 21 de agosto de 1946, el escultor Frederic Marès hizo entrega de la imagen de San Julián tallada en madera. La cúpula del baldaquino fue encargada a finales del mismo año al marmolista de Barcelona Josep Miret. En junio de 1949 se comenzó el montaje y fue inaugurado el 28 de agosto del mismo año. Lo bendijo el Dr. Lluís Urpí, canónigo delegado por el obispo de Barcelona.

## Descripción

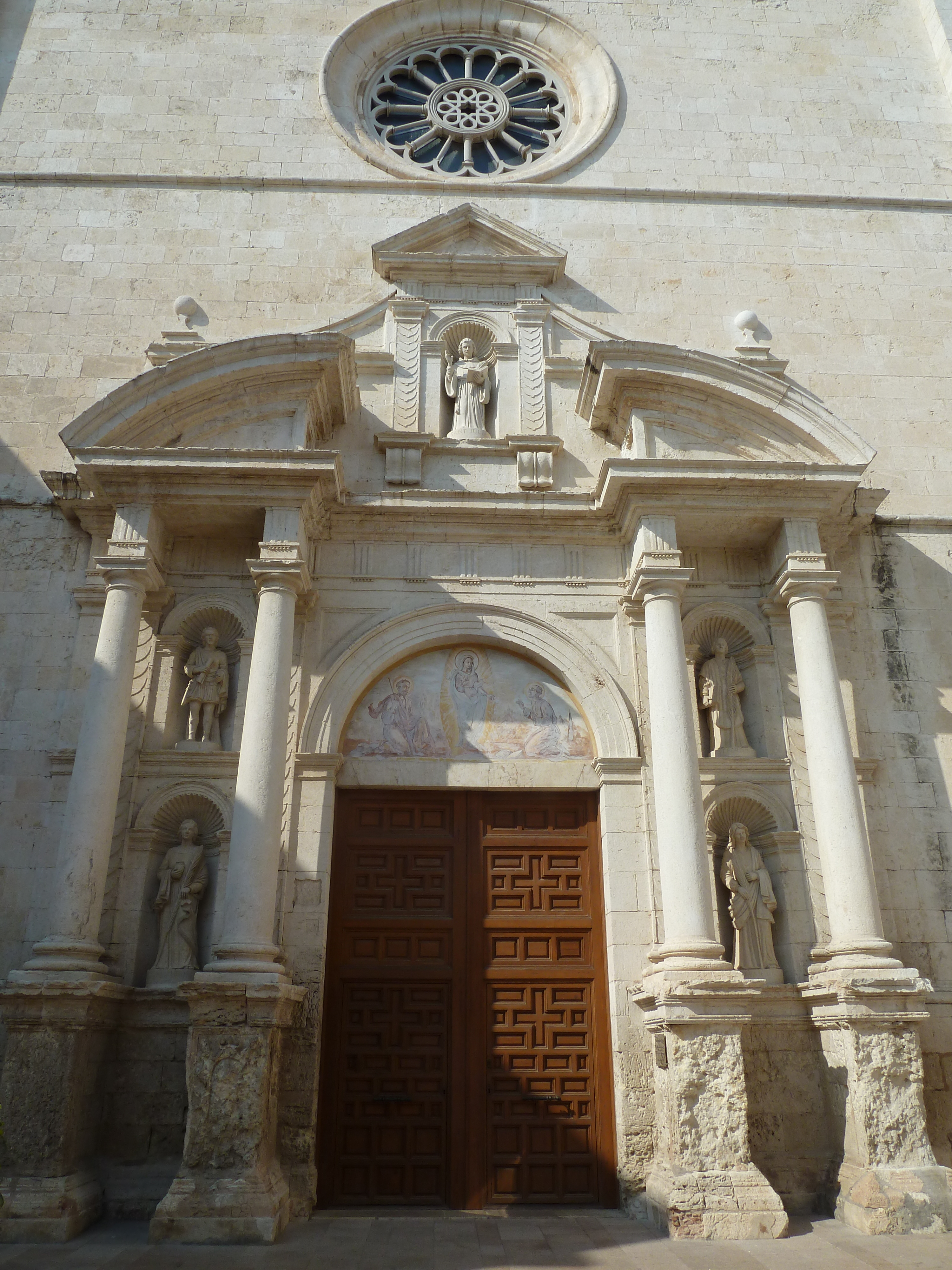
Puerta principal del templo.

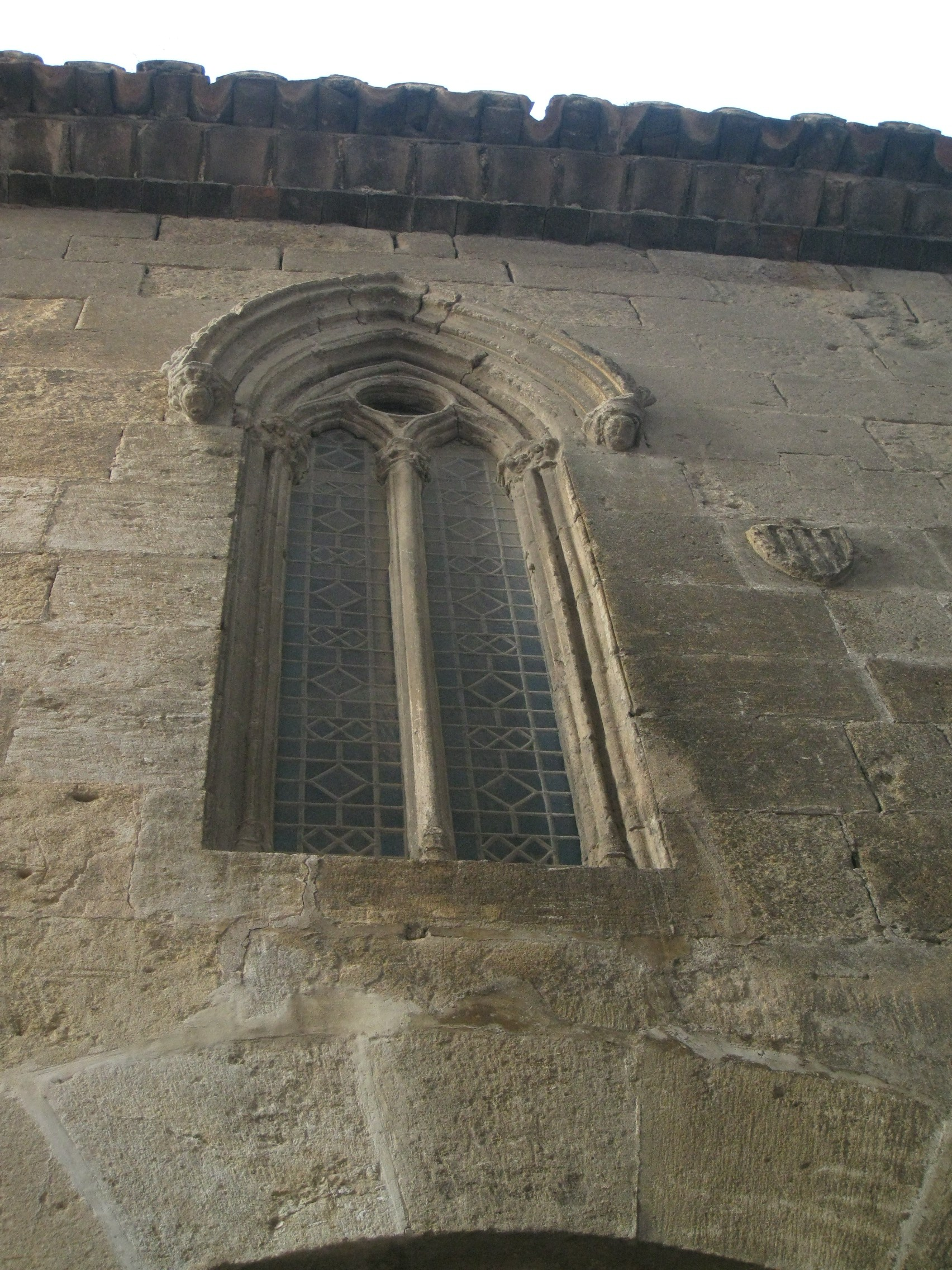
Ventana exterior de la capilla de los Dolores.

Iglesia de una sola nave (40 x 12 metros) con seis capillas laterales por lado, presentan un arco de medio punto y bóveda de cañón. El ábside es pentagonal y detrás está la capilla del Santísimo. La bóveda principal, de tradición gótica, está sostenida por arcos semicirculares y compuesta por cinco bóvedas de crucería con nervios y clave decorada, que se apoyan sobre una cornisa, bajo la cual podemos ver un friso con triglifos y metopas. Las paredes laterales de las bóvedas tienen una serie de ventanas de arco de medio punto tapadas con vitrales. A los pies de la iglesia, y bajo el coro, sostenido por un arco rebajado, se encuentra el cancel. En la fachada principal destaca la gran portada del templo, compuesta de cuatro columnas de fuste liso que sostienen un friso. Sus intercolumnios presentabann unas hornacinas vacías, donde se han colocado unas esculturas representando santos de devoción. El tímpano es semicircular y tiene en medio una hornacina sostenida por dos pares de ménsulas. Sobre la portada se muestra un rosetón y a cada lado de la fachada hay dos torres cuadrangulares de 28 metros de altura, una tiene el reloj y la otra matracas.

### Capilla de los Dolores
La capilla de los Dolores forma una nave paralela a la de la iglesia moderna, con la que comunica mediante una puerta de estilo renacentista. Está cubierta con una bóveda de ladrillo sobre dos arcos torales de piedra, construida en el siglo XVII, es coetánea a la iglesia nueva. Esta bóveda esconde las tres ventanas de tradición románica abiertas al muro Este, que solo son visibles desde el interior de «El Estudio Viejo», un edificio que fue adosado hacia el 1570 como sacristía, y con el que comunicaba por dos puertas dinteladas, actualmente tapiadas. De las capillas laterales abiertas en el siglo XIV quedan solo dos, situadas a ambos lados de la cabecera. El elemento más interesante de la capilla de los Dolores son unas pinturas murales góticas, de principios del siglo XIV, que fueron descubiertas y restauradas en 1968.

### Campanario
La torre campanario se encuentra adosada a la capilla gótica izquierda, está formado por cuatro cuerpos separados por cornisas. El primer cuerpo es de estructura cuadrangular y de estilo románico. En su interior hay una capilla románica de bóveda de cañón. Los otros tres cuerpos son de estructura ochavada. Destaca el cuarto piso, que presenta ocho ventanas de ojiva que contienen las campanas, y está rematado por una cornisa con barandilla de balaustres de piedra.

### El estudio viejo
Es un edificio de dos plantas situado detrás de la iglesia. Los bajos tienen una puerta de dintel muy restaurada y en el lado derecho una pequeña ventana con reja. La planta noble presenta tres ventanas enmarcadas con piedra, una de las cuales tiene una fecha inscrita que no se puede descifrar y otra un escudo con las cuatro barras. A la segunda planta se accede mediante una escalinata que hay en el lateral izquierdo del edificio. La portada es de dintel y tiene el escudo de la villa. El edificio está rematado por una cornisa que sobresale.

### Baldaquino
El baldaquino de la iglesia de San Julián está colocado sobre el presbiterio y contiene el altar mayor compuesto por una mesa hecha de una sola pieza de mármol negro de Marquina (1944). Detrás del altar hay una imagen de San Julián colocada dentro de una hornacina. Todo este conjunto está contenido por el baldaquino. Este, separado por un pasillo del ábside del templo, se compone de cuatro columnas de mármol blanco abombadas y con capiteles corintios dorados. Las columnas sostienen un entablamento cuadrado, el cual presenta un friso y una cornisa que sobresale. Encima se encuentra una pequeña cúpula de ocho caras rematada por una cruz latina, todas las caras presentan unos calados, menos la de enfrente, que contiene la imagen de la Virgen María y que se remata por dos angelitos que sostienen el escudo de la villa.